# Bolívar (série télévisée)
 (décembre 2021).
Si vous disposez d'ouvrages ou d'articles de référence ou si vous connaissez des sites web de qualité traitant du thème abordé ici, merci de compléter l'article en donnant les références utiles à sa vérifiabilité et en les liant à la section « Notes et références ».
Pour les articles homonymes, voir Bolívar.
Bolívar est une série télévisée colombienne écrite par Juana Uribe et produite par Asier Aguilar pour Caracol Televisión et Netflix en 2019. Elle est basée sur la vie du Libérateur vénézuélien Simón Bolívar et a été diffusée entre le 18 septembre 2019 et le 20 décembre 2019 sur Caracol Televisión.
Elle est diffusée en France d'outre-mer sur le réseau La 1ère à partir du 20 février 2021.

## Synopsis
L'histoire commence avec Simón Bolívar en tant que soldat réveillant ses camarades fatigués dans la lutte pour l'indépendance, avant de revenir à son mariage en Espagne et de nouveau à son enfance. Un jeune Simón jouit de tout le luxe d'une vie criollo jusqu'à ce que sa mère, alors grand-père, meure, laissant son avenir entre les mains d'un oncle maternel qui veut s'approprier la fortune de Bolívar. Simón, un enfant actif, a du mal à répondre à la tutelle traditionnelle et est placé sous la garde d'un rebelle, regardant la couronne espagnole punir les dissidents. Alors qu'il vieillit dans l'âge adulte, il rejoint d'abord l'armée, mais trouve plus de succès en tant qu'homme d'État et se rend en Espagne à la fois pour poursuivre ses études et chercher le titre qui lui a valu son nom.
En arrivant en Espagne, deux de ses oncles capricieux ont réussi à faire des vagues dans la société et à présenter Simón à un tuteur approprié, bien considéré par la couronne. C'est sous sa garde que Simón rencontre María Teresa del Toro qu'il entend courtiser. Malheureusement, un Espagnol habilité souhaite également la poursuivre et tente de salir le nom de Bolívar dans le processus. Grâce à son charme et son esprit, Bolívar passe par son temps en Espagne un homme plus respecté et retourne au Venezuela; il n'a pas le titre qu'il recherchait, mais avec María Teresa comme épouse.
María Teresa se met immédiatement à aider les haciendas et à humaniser les ouvriers et les esclaves; elle est également infiniment fidèle à Simón et rachète son esclave domestique bien-aimé Matea. Entre-temps, un nouveau juge royal est nommé au Venezuela, qui est ami avec María Teresa puis avec la famille Bolívar. La sœur aînée de Simón, María Antonia, commence à tomber amoureuse de lui après avoir demandé un prêt, en même temps que María Teresa commence à tomber malade d'une piqûre d'insecte à laquelle elle n'a pas été exposée en Espagne. À sa mort, Simón jure qu'il vivra dans son esprit et ne se mariera plus jamais. En Équateur, une jeune Manuela Sáenz a des ennuis à son couvent.
Simón se rend à Paris pour noyer ses peines; ici, il retrouve son professeur préféré et son ami Fernando del Toro, cousin de la défunte María Teresa. Au Venezuela, María Antonia et le juge commencent une liaison, dont elle tombe enceinte, et leur oncle avide meurt sans ressources. Simón est encouragé à commencer à vivre plutôt qu'à boire et à dormir par ses compagnons réunis, et finalement enrage assez le gendre de Napoléon pour se voir fermement exclu de la ville; il retourne au Venezuela pour rencontrer la junte de Caracas qui tente de gouverner le Venezuela et propose un mouvement d'indépendance. A Quito, Manuela commence à se comporter pour être libérée du couvent, succédant et étant témoin du soulèvement du 2 août; son père sent qu'elle sympathise trop avec la cause et l'envoie vivre avec un oncle maternel, un prêtre.

## Distribution
- Luis Gerónimo Abreu[1] : Simón Bolívar (adulte)
- José Ramón Barreto : Simón Bolívar (jeune)
- Maximiliano Gómez : Simón Bolívar (enfant)
- Shany Nadan : Manuela Sáenz (adulte)
- María José Vargas : Manuela Sáenz (jeune)
- Isabella Sierra : Manuela Sáenz (enfant)
- Fernando Campo Curbera : Simón Sáenz (Père de Manuela Sáenz)
- Patricia Tamayo : Juana del Campo (Belle-mère de Manuela Sáenz)
- Guillermo Blanco : José María Sáenz (Frère de Manuela)
- Irene Esser : María Teresa Rodríguez del Toro et Alayza (Epouse de Bolívar)
- Hans Martínez : Francisco de Paula Santander (adulte)
- David Velásquez : Francisco de Paula Santander (jeune)
- Ed Hughes : Daniel Florencio O'Leary
- Juan Fernando Sánchez : José María Córdova
- Julián Trujillo : Antonio José de Sucre
- Carlos Torres : Don Lorenzo
- Carlos Aguilar : Lieutenant Colonel José María Barreiro
- Nohely Arteaga : María de la Concepción Palacios et Blanco (mère de Bolívar)
- Mauro Donetti : Feliciano Palacios de Aguirre puis Ariztía-Sojo et Gil de Arratia (Grand-père de Bolívar)
- José Daniel Cristancho : Fernando Simón Bolívar Tinoco (sobrino de Bolívar)
- Bárbara Perea : Hipólita Bolívar
- Ana Harlem : Matea Bolívar
- Eileen Moreno : Josefa María Tinoco
- María del Rosario Barreto : Adela
- Jefferson Quiñones : Dionisio Bolívar (Adulte) - Frère de cœur de Simón Bolívar
- Alfonso Murillo Lora : Dionisio Bolívar (Enfant) - Frère de cœur de Simón Bolívar
- Margoth Velásquez : Tomasa (mère de Matea Bolívar)
- Adrián Makala : José Palacios (Majordome de Bolívar)
- Carlos Gutiérrez : Joaquín Montesinos
- Álvaro Bayona : Carlos Palacios (oncle de Bolívar)
- Ernesto Benjumea : Simón Rodríguez (professeur de Bolívar)
- Quique Mendoza : Esteban Palacios (oncle de Bolívar)
- Bernardo García : Pedro Palacios
- Manuel Navarro : Le Marquis de Uztáriz
- Nicolás Prieto : Andrés Bello
- Jhon Guitian : Fernando Rodríguez del Toro
- Michelle Rouillard : Fanny du Villars (cousine germaine de Bolívar)
- Manuel José Chaves : Julio Herrera
- Mauricio Mejía : Juan José Rondón
- Félix Antequera : Francisco Miranda
- José María Galeano : Felipe Martínez et Aragón
- Brenda Hanst : Julia Corbier
- Noelle Schonwald : Manuela Espejo
- Amparo Conde : Blanca
- Jaime Correa : Soldado Humberto López
- Andrea Gómez : Marcela
- Constanza Gutierréz : Dolores
- Mary Herrera : Emelina
- Alina Lozano
- Nikolás Rincón : Rafael Moran
- Cecilia Navia : La Señora Cortazar
- Gonzalo Vivanco : Mateo Cortazar
- Gustavo Angarita Jr. : José Tomás Boves
- Leónidas Urbina : José Antonio Páez
- Álvaro Benet : Pablo Morillo
- Tim Janssen : James Thorne (epoux de Manuelita)
- Rosmeri Marval : María Antonia Bolívar
- Brayan Ruiz : Juan Vicente Bolívar joven
- Ricardo Mejía : Juan Vicente Bolívar adulto
- Laura Perico : Elsa Gonzales
- Erick Rodríguez : Pablo Clemente Palacios
- Juan Carlos Ortega : Colonel James Rooke
- Abril Schreiber : Josefina "Pepita" Machado
- Daniel Maldonado : Juan José Reyes Patria
- Juliette Pardau : Feliza Mora
- Juan Ángel : Bernardino del Toro Alayza (Beau-père de Bolívar)
- Luigi Aycardi : Général José de la Mar
- Laura González Ospina : Rosita Campuzano
- Kepa Amuchastegui : Gervasio Sánchez de Luna
- Jorge Melo : Colonel Bustamante
- Mario Duarte : Francisco Rodríguez del Toro
- Eduardo Salas : Antonio Ricaurte
- Julieth Arrieta : Jonatás
- Carlos Kajú : Pedro Pascasio Martínez
- Susana Rojas : Rocío
- Rodolfo Silva : Pedro Saldarriaga
- María Cecilia Sánchez : Bertha
- Lucho Velasco : Rodolfo
- Pedro Roda : Diego Aponte
- Mauricio Mauad : José de San Martín
- Natasha Klauss : Emma
- Katherine Porto : Nicolasa Ibáñez
- Elizabeth Minotta : Bernardina Ibáñez
- Oscar Salazar : Vicente Azuero
- David Silva Prada : Florentino González
- Sebastian Awazacko : Luis Vargas Tejada
- Adelaida Buscató : Lucia
- Rita Bendeck : Madame Rocha
- Toto Vega : Fernando Sotomayor
- Jorge López (es) : Antonio Nariño
- Alejandro Martínez : José Antonio Caro
- Javier Delgiudice : José Bernardo de Tagle Bracho (El Marquéz de Torre Tagle)
- Jairo Ordóñez : Pedro Pablo Espitia (Sereno)